# Illinois (peuple)
Pour les articles homonymes, voir Illinois (homonymie).

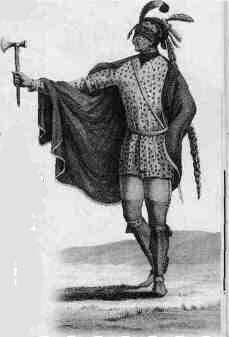
Gravure d'un homme de la tribu Kaskaskia (de la Confédération des Illinois) à partir d'un dessin réalisé par Georges-Henri-Victor Collot (1796)

La Confédération des Illinois ou plus simplement, les Illinois, parfois Illiniwek, étaient des Amérindiens vivant au sud des Grands Lacs dans la haute vallée du Mississippi. La confédération était composée des tribus des Kaskaskias, Cahokias, Peorias, Tamaroas, Moingwenas, Michigameas, Albiui, Amonokoa, Chepoussa, Chinkoa, Coiracoentanon, Espeminkia, Maroa, Matchinkoa, Michibousa, Negawichi et Tapouara.

## Étymologie
Le nom Iliniwek est un ancien mot ojibwé déformé par les Français en « Illinois ». En ojibwé moderne il s'écrit ininiweg, de /inin/ qui signifie « courant, ordinaire, vierge (sans tache) », /we/ qui signifie « parler », reliés par une voyelle de connexion /i/ et le suffixe pluriel /g/. Tout cela combiné donnant « ceux qui parlent normalement ». Les Ojibwés avaient à leur tour déformé le verbe en langue illinois, irenweewaki, qui signifient « ils parlent normalement » ou « ils parlent illinois ». Cependant, à cause de la consonance entre le mot en ancien ojibwé — iliniwak (au singulier ilini ; respectivement en ojibwé moderne ininiwag et inini) signifiant « hommes » — le nom a été traduit de manière incorrecte par « hommes », « hommes fiers », « peuple », etc.. Les tribus illinois se nommaient elles-mêmes « Inoka », comme le rapportent les dictionnaires d'illinois des jésuites français. Les Illinois parlaient plusieurs dialectes de la langue miami-illinois qui fait partie de la famille des langues algonquiennes.

## Histoire
Lorsque les explorateurs français atteignent pour la première fois cette région depuis le Canada au début du XVIIe siècle, ils la trouvent peuplée de locuteurs algonquiens. Ce que nous savons d'eux aujourd'hui nous provient en grande partie des Relations des jésuites, rédigés entre 1632 et 1672. Ces Relations est un recueil des correspondances entre les missionnaires de la société de Jésus envoyés au Canada et leurs supérieurs à Paris.
Au XVIIe siècle, les Illinois souffrent de la combinaison des maladies importées par les Européens et de l'expansion des Iroquois à l'est des Grands Lacs, surtout dans la région du lac Michigan. Les Iroquois s'étaient mis à chasser hors de leurs terres traditionnelles afin de pouvoir capturer davantage d'animaux, dont les fourrures leur permettaient d'acquérir les produits européens dont ils étaient devenus dépendants.
Alliés et protégés des Français pendant la guerre de la Conquête, les Illinois furent, après la chute de la Nouvelle-France en 1763, quasiment exterminés par les Britanniques (et leurs successeurs Américains). Bien qu'ils aient réclamé l'aide de la monarchie française, la chute de la Monarchie française en 1792 les laissa définitivement seuls.
Après la signature de l'Indian Removal Act, dans les années 1830, les Illinois ont été transférés à l'est du Kansas et dans le nord du territoire indien (actuel Oklahoma). Aujourd'hui ils résident principalement dans le comté d'Ottawa en Oklahoma et des descendants de ce peuple se sont regroupés également au sein de la tribu Peoria dans la nord-est de l'Oklahoma.

## Culture
Les Illinois punissaient sévèrement l'adultère féminin : la coupable avait le nez coupé, les cheveux arrachés ou subissait un viol collectif.